# Kaltgastriebwerk

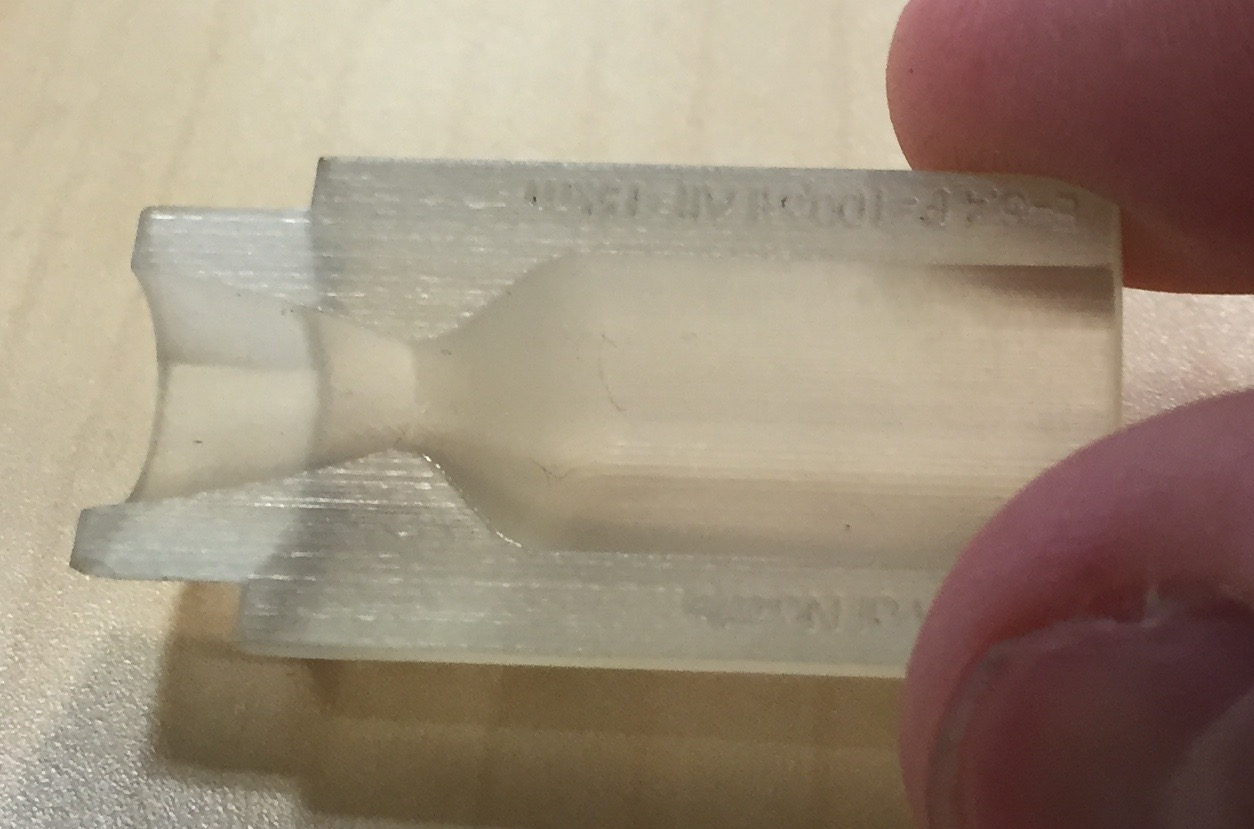
Querschnitt einer 3D-gedruckten Kaltgasschubdüse einer Amateurrakete

Ein Kaltgastriebwerk ist ein Raketentriebwerk, das unter Hochdruck stehendes Gas als Stützmasse verwendet. Das bei Raumtemperatur gespeicherte Gas wird im Gegensatz zu anderen Triebwerksarten nicht erhitzt, sondern lediglich über eine Schubdüse ausgestoßen und expandiert. Übliche Gase sind Luft, Stickstoff, Helium oder Argon, teilweise auch Butan. Oberstufen von Trägerraketen verwenden teilweise das Gasgemisch im Treibstofftank zur Lageregelung.
Kaltgastriebwerke werden seit dem Beginn der Raumfahrt vor über 70 Jahren als Reaction Control System zur Lageregelung eingesetzt; frühe Raumflugkörper verwendeten nur diese Triebwerke. Der wichtigste Einsatzzweck ist weiterhin die Lageregelung.
Die verwendeten Komponenten sind simpel und bestehen aus einem oder mehreren Druckbehältern für das Gas, mehreren Schubdüsen, elektrisch betätigten Ventilen, einem Druckregler und Zugängen zum Füllen und Ablassen des Gases. Da das Gas unter sehr hohem Druck steht (typisch 2–69 MPa bzw. 20–690 bar) müssen die Tanks (üblicherweise aus Titan oder Verbundwerkstoffen) entsprechend stark mit oft dicken Wänden gebaut werden. Düsen, Ventile und Gasleitungen können aus Aluminium oder Kunststoff hergestellt werden. Die Gasdüsen selbst werden mit Drücken von etwa 1,5–5 bar betrieben. Mit Druck- und Temperatursensoren wird der Funktionszustand der Anlage während des Tankens oder Ablassens von Gas und im Betrieb überwacht. Durch Messung von Druck und Temperatur im Gastank und Kenntnis dessen Volumens kann über die Gasgleichung der verbleibende Treibstoffvorrat berechnet werden.

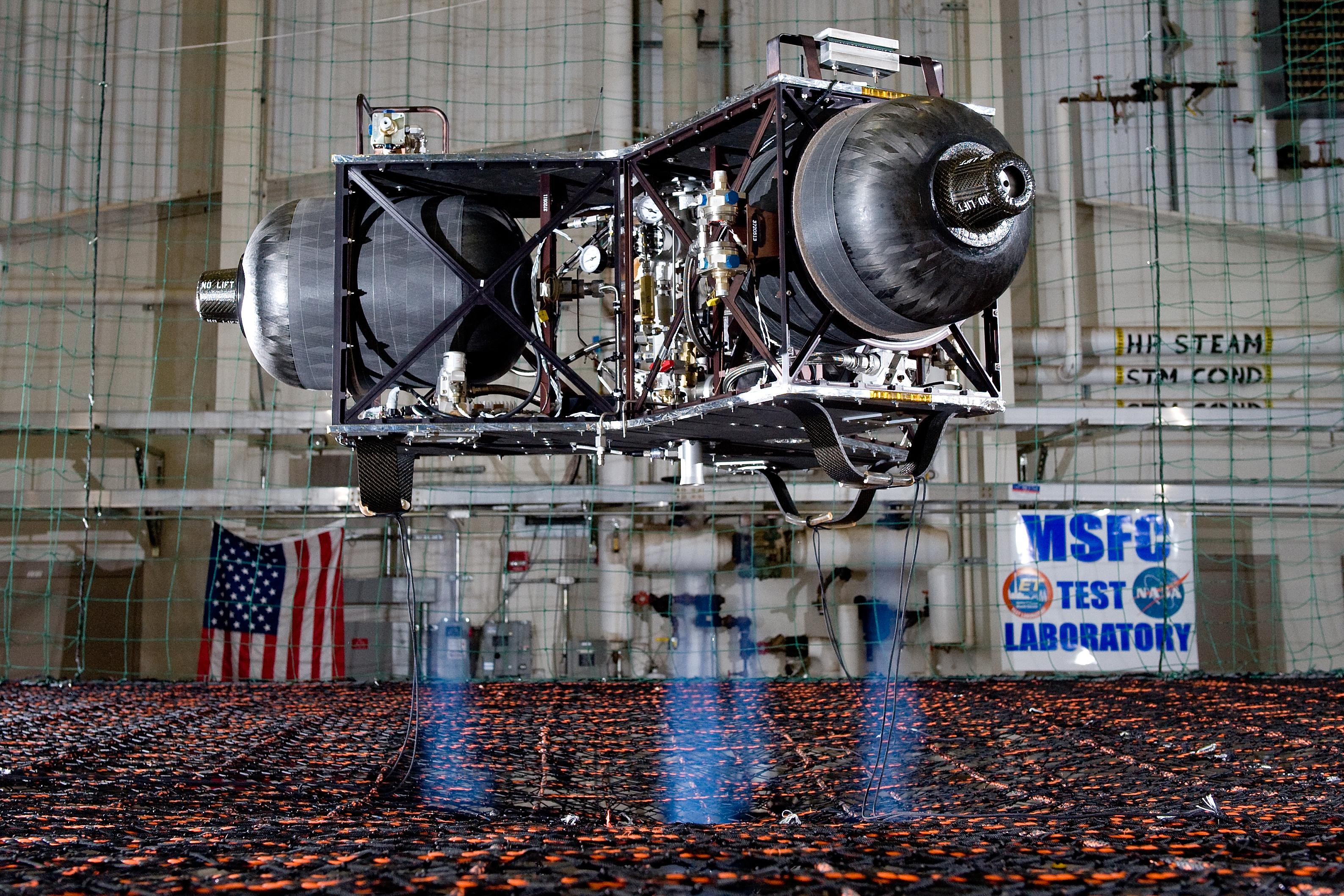
Prototyp eines Mondlanders mit pressluftbetriebenen Kaltgastriebwerken

Kaltgassysteme sind einfach aufgebaut, relativ günstig und sicher in der Handhabung. Sie sind seit langem erfolgreich in der Raumfahrt im Einsatz und äußerst zuverlässig. Die verwendeten Gase sind ungiftig, chemisch rein und hinterlassen keine Ablagerungen an empfindlichen Oberflächen des Raumfahrzeugs (z. B. Spiegel oder Sensoren). Die Gasdüsen können beliebig gepulst werden, wie es für die Lageregelung erforderlich ist. Die verwendeten Düsen erhitzen sich nicht und erleiden keine Abnutzung. Durch ihren niedrigen Schub lassen sie sich sehr fein aufgelöst steuern und ermöglichen damit eine extrem hohe Genauigkeit der räumlichen Ausrichtung.
Nachteilig sind der niedrige spezifische Impuls von nur etwa 40–120 s (Triebwerke mit monergolen Treibstoffen kommen auf typisch 180–245 s, diergole Treibstoffkombinationen 230–325 s), das hohe Gewicht der Systeme und deren relativ großes Volumen. Ein üblicher Satellit kann mit einem Kaltgassystem eine Geschwindigkeitsänderung von etwa 74 m/s erreichen.